# Lyrotylus kermanicus
Lyrotylus kermanicus är en insektsart som beskrevs av Oleg V. Shumakov 1956. Lyrotylus kermanicus ingår i släktet Lyrotylus och familjen gräshoppor. Inga underarter finns listade i Catalogue of Life.